# ДВРЗ (зупинний пункт)
ДВРЗ — зупинний пункт Київського залізничного вузла Київської дирекції Південно-Західної залізниці на лінії Ніжин — Київ-Пасажирський. Розташована між зупинними пунктами Ялинка та Дарниця-Депо.
Платформу було збудовано у 1958 році. Лінію електрифіковано у 1957 році.
Платформа розташована поза забудовою, між лісовим масивом та залізничними коліями, що прямують в бік Дарницького вагоноремонтного заводу (скорочено — ДВРЗ), від якого й отримала назву.